# Омельченко Іван Якимович
Іван Якимович Омельченко (14 травня 1927 — ?) — український радянський діяч, новатор виробництва, зубофрезерувальник, бригадир зубофрезерувальників механічного цеху Сталінського (Донецького) машинобудівного заводу імені 15-річчя ЛКСМУ Сталінської (Донецької) області. Депутат Верховної Ради УРСР 5—7-го скликань.

## Біографія
Народився у селянській родині. Закінчив сім класів неповної середньої школи. Трудову діяльність розпочав колгоспником.
Служив у Радянській армії артилеристом. 
З 1951 року — зубофрезерувальник, бригадир зубофрезерувальників 1-го механічного цеху Сталінського (Донецького) машинобудівного заводу імені 15-річчя ЛКСМУ Сталінської (Донецької) області.
Потім — на пенсії у місті Донецьку Донецької області.

## Нагороди
- ордени
- медалі